# Derrick May

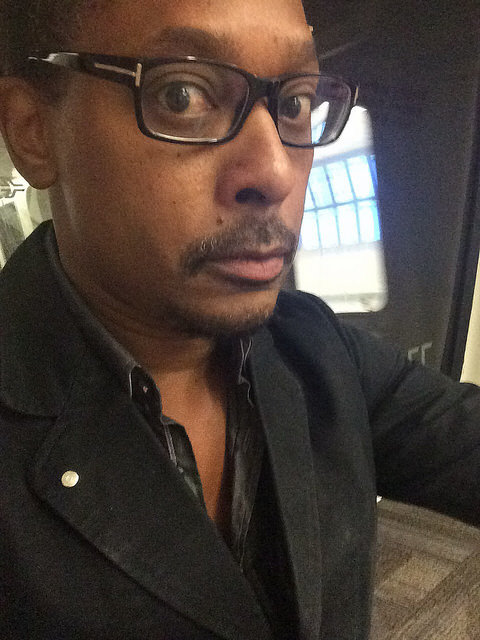
Derrick May (2015)

Derrick May (* 6. April 1963 in Detroit, USA) gilt als Mitbegründer des Detroit Techno und somit für den Techno als stilbildend. Er produzierte weiterhin unter den Pseudonymen Mayday, Long Ago und Rhythim is Rhythim.

## Leben
In seiner Schulzeit besuchte May die Highschool in Belleville, einem Vorort von Detroit, und traf dort auf Juan Atkins, Kevin Saunderson und Eddie Flashin’ Fowlkes. Mit ihnen teilte er die Faszination für Musik und tauschte erste Mix-Tapes aus. Im Jahr 1985 gründete er mit Juan Atkins die Deep Space DJ Crew. 1986 begann er mit der Produktion eigener Tracks und gründete im selben Jahr das Label Transmat. Ab 1987 veröffentlichte er unter dem Pseudonym Rhythim is Rhythim mehrere Tracks, die später Kultstatus erlangten.
Ab 1989 zog sich May aus der Techno-Szene zurück, da er den Hype und die Kommerzialisierung des Techno nicht vertreten wollte. Insbesondere positionierte er sich als Gegner der Techno-Massenveranstaltung Mayday, die den gleichen Namen verwendete wie eines seiner Pseudonyme. Die letzte offizielle Veröffentlichung stammte aus dem Jahr 1993. Es halten sich allerdings Gerüchte, nach denen May weiterhin heimlich produziert. 1997 wurden seine alten Werke nochmals veröffentlicht. Er trat weiterhin als DJ auf. Im Jahr 2003 übernahm er die Leitung des Detroit Music Festivals.
Alle bekannten „Hymnen“ entstanden in Zusammenarbeit mit anderen Künstlern. The Dance produzierte er mit D. Wynn, Nude Photo mit T. Barnett und die Piano-Line von Strings spielte M. James ein. Letztlich isolierte sich May zunehmend von anderen Produzenten und galt in der Szene als extrovertiert und als „von sich überzeugt“. Er wurde zum Pionier erklärt und nahm die Rolle auch an, ohne seine begleitenden Produzenten und Begleiter daran partizipieren zu lassen. Das schaffte in der Folgezeit Spannungen und führte nach zwei Jahren zur Beendigung des Mandats beim Detroit Music Festival.
Die Debüt-LP (Transmat Unreleased) wurde 1998 in die Liste The Wire’s “100 Records That Set the World on Fire (While No One Was Listening)” aufgenommen.

## Zitat
Legendär ist seine Formulierung zur Entstehung von Techno: „Techno ist wie Detroit, ein kompletter Fehler. Es ist, als wenn man George Clinton und Kraftwerk in einen Fahrstuhl einsperrt.“

## Diskographie (Auswahl)

### Alben
- 1991: Rhythim Is Rhythim / Derrick May / Mayday – Innovator – Soundtrack For The Tenth Planet
- 1997: Derrick May – Innovator
- 2002: System 7 / Derrick May – Mysterious Traveller

### Singles & EPs
- 1986: Derrick May – Let's go
- 1987: Rhythim is Rhythim – Nude Photo
- 1987: Rhythim is Rhythim – Strings Of Life
- 1988: Mayday – Nude Photo '88
- 1988: Mayday – Wiggin
- 1988: Rhythim is Rhythim – It Is What It Is
- 1989: Rhythim is Rhythim – Beyond The Dance
- 1990: Rhythim is Rhythim – The Beginning
- 1993: Rhythim is Rhythim – Icon / Kao-tic Harmony
- 1997: Derrick May – Mayday Mix (hat nichts mit der Veranstaltung zu tun)